# Sankt Nikolaus kyrka, Belousivka
Sankt Nikolaus kyrka (ukrainska: Миколаївська церква/Mikolaivska tserkva, ryska: Никольская церковь/Nikolskaja tserkov), också kallad Sankt Nikolai kyrka eller Sankt Nikolaus Undergörarens kyrka, är en rysk-ortodox gammalrituell träkyrkobyggnad belägen i byn Belousivka i distriktet Dnestr rajon, i Tjernivtsi oblast i västra Ukraina.
Kyrkan är helgad åt Sankt Nikolaus och tillhör Kiev och hela Ukrainas stift.

## Historik
Sankt Nikolaus kyrka i Belousivka började byggas under 1930, då ett altare uppfördes. 3 år senare uppfördes klocktornet. 1936 var kyrkan klar, då byggnaden också täcktes med tenn och korsen på klocktornet och taket uppfördes. Kyrkan invigdes den 22 maj samma år som den blev klar.
Kyrkans första präst var Sylvester Martynovych Linkov, den andra var Golovaty Akim Iljitj och den tredje Kadyk Astakhei Zinovjevich.

## Kyrkan
- Kyrkobyggnadens grundplan är rektangulär och har ett fyrkantigt skepp.[2]
- Inne i kyrkan är väggarna målade med olja.[2]